# 黑鹮
黑鹮（学名：Pseudibis papillosa）为鹮科黑鹮属的鸟类。分布于缅甸、越南以及中国大陆的云南等地，多见于栖息在沼泽、湿地、水田、河湖、溪流附近。该物种的模式产地在印度和斯里兰卡。

## 保护
- 中国国家重点保护动物等级：二级

## 亚种
- 黑鹮云南亚种（学名：Pseudibis papillosa davisoni）。分布于缅甸以及中国大陆的云南等地。该物种的模式产地在缅甸。[3]该亚种现为独立物种白肩黑鹮。